# Delta, Alabama
Delta är en så kallad census-designated place i Clay County i Alabama. Vid 2010 års folkräkning hade Delta 197 invånare.